# Ивашково (Сергиево-Посадский район)
Ивашково — деревня в Сергиево-Посадском районе Московской области, в составе муниципального образования Городское поселение Сергиев Посад (до 29 ноября 2006 года входила в состав Мишутинского сельского округа)).

## Население
| 2002 | 2006 | 2010 |
| ---- | ---- | ---- |
| 15   | ↗19  | ↗22  |

## География
Ивашково расположено примерно в 11 км (по шоссе) на северо-запад от Сергиева Посада, у истока реки Веля, высота центра деревни над уровнем моря — 232 м.

## Современное состояние
На 2016 год в деревне зарегистрировано 6 садовых товариществ. Деревня связана автобусным сообщением с райцентром и соседними населёнными пунктами.